# Der Tag, an dem die Erde stillstand (1951)
Der Tag, an dem die Erde stillstand (Originaltitel: The Day the Earth Stood Still) ist ein in Schwarzweiß gedrehter Science-Fiction-Film aus dem Jahr 1951. Regie führte Robert Wise. Der Spielfilm, der auf der Erzählung Abschied vom Herrn (Originaltitel: Farewell to the Master) von Harry Bates basiert, zählt heute zu den Klassikern seines Genres.

## Handlung
Ein außerirdisches Flugobjekt landet in Washington, D.C. und wird von der Armee eingekreist. Aus dem Raumschiff steigt ein Mann im Raumanzug und beteuert, in Frieden zu kommen; dennoch wird er von einem nervösen Soldaten angeschossen, als er aus seinem Raumanzug einen Gegenstand hervorholt, der als Geschenk für den Präsidenten der Vereinigten Staaten gedacht war. Daraufhin entsteigt ein riesiger Roboter namens Gort dem Raumschiff und atomisiert mit einem laserähnlichen Strahl alle auf ihn gerichteten Gewehre, Panzer und Artilleriegeschütze der Streitkräfte, ohne jedoch die diese Waffen führenden Soldaten zu verletzen, bis er auf Zuruf des Verletzten still verharrt. Gort hat aufgezeigt, dass keine Waffe der Erde ihn aufhalten kann. Der Außerirdische, der wie ein Mensch aussieht, wird in ein Krankenhaus gebracht, wo er sich einem Sekretär des US-Präsidenten als Klaatu vorstellt. Er bittet, die Führer aller Nationen herbeizurufen, da er eine wichtige Botschaft zu überbringen hat. Dies sei, so der Sekretär, aus politischen Gründen unmöglich.
Kurz darauf flieht Klaatu unbemerkt aus dem Krankenhaus und mietet sich als „Mr. Carpenter“ in einer Pension in Washington ein. Nähere Bekanntschaft schließt er mit der Mitbewohnerin Helen Benson und deren Sohn Bobby. Als Helen mit ihrem Freund Tom einen Ausflug macht, gehen Klaatu und Bobby durch die Stadt. Dabei besichtigen sie unter anderem das Lincoln Memorial. Von der Gettysburg Address beeindruckt, sieht Klaatu, dass es Menschen gibt, die seine Botschaft verstehen würden. Bobby führt ihn zum Physiker Professor Barnhardt.
Klaatu enthüllt Barnhardt seine Identität und berichtet, dass die Außerirdischen die Menschen seit einiger Zeit beobachten. Die Nutzung der Atomkraft für Kernwaffen in Verbindung mit der beginnenden Raumfahrt könne nicht erlaubt werden. Barnhardt ist bereit, ein Treffen hochrangiger Wissenschaftler zu organisieren. Er empfiehlt Klaatu, den Menschen eine harmlose, aber eindrucksvolle Demonstration der außerirdischen Macht zu geben.
Am nächsten Tag stoppen für eine halbe Stunde alle nicht lebenswichtigen elektrischen Geräte. Klaatu gibt sich nun Helen zu erkennen. Tom, inzwischen misstrauisch geworden, hat Indizien gesammelt und informiert die Armee, dass „Mr. Carpenter“ der gesuchte Außerirdische ist. Helen flieht mit Klaatu. Sollte ihm etwas zustoßen, so weist er sie an, solle sie Gort – den Roboter, der die ganze Zeit regungslos neben dem Raumschiff verharrte – mit den Worten „Klaatu barada nikto“ aufhalten; sonst würde dieser die Menschheit auslöschen.
Tatsächlich wird Klaatu vom Militär erschossen. Helen läuft zum Raumschiff und ruft Gort die entscheidenden Worte zu. Gort holt daraufhin den Leichnam Klaatus und belebt ihn im Raumschiff wieder. Alle drei entsteigen dem Raumschiff, vor dem sich mittlerweile Wissenschaftler aus der ganzen Welt versammelt haben. Klaatu erklärt, dass er der Abgesandte einer großen Föderation von Planeten sei. Um Kriege für alle Zeiten unmöglich zu machen, habe diese eine Rasse von mächtigen Robotern geschaffen, die sie ständig überwachen und den unwiderruflichen Befehl haben, jeden Aggressor zu vernichten. So würden Kriege verhindert. Man werde sich in die Angelegenheiten der Menschheit, soweit sie nur diese betreffen, nicht einmischen – doch jede Möglichkeit, andere Planeten anzugreifen, hätte die völlige Auslöschung der Menschheit zur Folge. Entweder werde die Erde friedlich mit den anderen Planeten zusammenleben, oder sie werde bei ihrer bisherigen Weise bleiben – dann allerdings mit der Gefahr des Untergangs.

## Hintergrund
Der Film ist ein eindeutiger Kommentar zum Kalten Krieg und der westlichen Paranoia vor dem Kommunismus und vor sowjetischen Agenten. So sagt eine Frau während eines Tischgesprächs im Film, sie glaube nicht, dass Klaatu vom Mars stamme, sondern von der Erde. Sie meint also, er sei lediglich ein russischer Spion. Während das aufgerüstete Militär im Film eindeutig als Bedrohung auftritt, erscheint die Wissenschaft dagegen als Hort der Vernunft, da sich während der im Film gezeigten Konferenz Vertreter aller Völker um das Raumschiff versammeln. Zudem kann der hochentwickelten Technik der Außerirdischen keine Waffengewalt etwas anhaben; sie ist ihr überlegen. Dies spiegelt das große Vertrauen in die Wissenschaft wider, das in den 1950er Jahren noch sehr viel stärker ausgeprägt war. Damit korreliert die zur Entstehungszeit des Films herrschende Fortschrittsgläubigkeit: Obwohl Atomwaffen in Verbindung mit interstellarer Raumfahrt von Klaatu als die ausschlaggebende Bedrohung angesehen werden, betont er in der Szene, wo er mit Bobby vor dem Raumschiff steht, dass Atomkraft auch für friedliche Zwecke und nicht nur für Bomben verwendet werden könne. Als Beispiel nennt er sein eigenes Schiff, das mit Atomkraft angetrieben werde (vgl. Isaac Asimovs Foundation-Romane, wo Atomantriebe als Zeichen einer höheren Fortschrittsstufe gelten). Die Gefahren und Probleme der zivilen Atomkraftnutzung waren zu dieser Zeit noch nicht bekannt, das erste zivile Kernkraftwerk wurde 1954 – drei Jahre nach dem Film – in der Sowjetunion in Betrieb genommen.

### Synchronisation
Die deutsche Synchronfassung entstand bei der Ultra-Film, Berlin.
| Rolle                    | Darsteller     | Synchronsprecher      |
| ------------------------ | -------------- | --------------------- |
| Klaatu / „Mr. Carpenter“ | Michael Rennie | Siegfried Schürenberg |
| Helen Benson             | Patricia Neal  | Elisabeth Ried        |
| Tom Stevens              | Hugh Marlowe   | Günter Pfitzmann      |
| Professor Barnhardt      | Sam Jaffe      | Walter Bluhm          |
| Mr. Harley               | Frank Conroy   | Robert Klupp          |

## Kritiken
In seiner Besprechung des Films für die New York Times am 19. September 1951 meinte Bosley Crowther unter anderem: „Es mag tröstlich sein, dass unsere planetaren Nachbarn um so vieles weiser und friedfertiger sind als wir, aber auf dem Feld der Science Fiction ist das nur laue Unterhaltung.“ Insgesamt verreißt Crowther den Film und macht sich über Michael Rennies britischen Akzent lustig. Auch den Roboter Gort hält er für unbedrohlich, trotz seiner immensen Größe und seiner Todesstrahlen. Sam Jaffe, Patricia Neal und Billy Gray hält Crowther für austauschbar. Von einem anderen Kritiker ist dagegen Patricia Neals „wunderbare, zurückhaltende Darstellung“ gelobt worden.
Das Lexikon des internationalen Films sieht in Der Tag, an dem die Erde stillstand einen „Science-Fiction-Klassiker ohne technische Sensationen, aber mit einer gezielten Botschaft, die zur Zeit des ‚Kalten Krieges‘ und der Korea-Krise ein bemerkenswertes Gewicht hatte.“
Karen Krizanovich schrieb in 1001 Filme unter anderem, der Film beginne dokumentarisch und transportiere seine „Antikriegs-Botschaft mit Hilfe spektakulärer Spezialeffekte und einprägsamer Charaktere.“ Der Film, „weit mehr als ein B-Movie“, sei „der erste populäre Science-Fiction-Film für Erwachsene, der eine Botschaft zum Thema Menschlichkeit aussandte“. Und weiter Der Tag, an dem die Erde stillstand sei immer noch unübertroffen, „ein Klassiker… dank seiner cleveren visuellen Effekte“.
Matt Slovick schrieb in der Onlineausgabe der Washington Post in einer Nachbetrachtung von Der Tag, an dem die Erde stillstand unter anderem: „Die pazifistische Botschaft ist mehr als 45 Jahre später immer noch relevant“, und weiter: „Obwohl vieles an dem Film überholt ist, ändern sich manche Dinge nie. Auch in den Filmen der 1990er Jahre geraten die Leute in Panik, halten die Aliens für Killer. Der gute Außerirdische ist weniger als 30 Sekunden auf der Erde, da wird – zum ersten Mal – auf ihn geschossen.“
Der Science-Fiction-Kenner John Clute schrieb 1995: „Die Reputation von The Day the Earth Stood Still nimmt mit den Jahren zu.“ Und: „Keiner, der ihn 1951 gesehen hat, hat ihn vergessen, und er ist immer noch der Film, den man mit Nostalgie und Furcht noch einmal ansieht.“ Die vom Film transportierte Enttäuschung über die Menschheit sei „ansteckend“.

## Rezeption

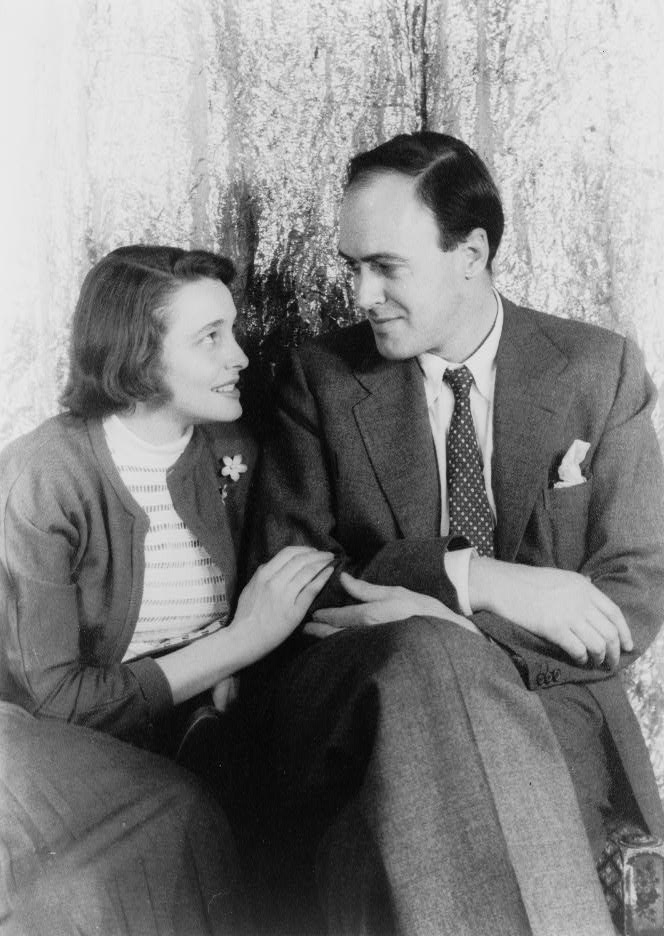
Patricia Neal mit Roald Dahl, 20. April 1954
Fotografie von Carl Van Vechten, aus der Van Vechten Collection der Library of Congress

In den 1950er Jahren erlebte die Science-Fiction – nicht nur im Spielfilm – einen produktiven Höhepunkt in den Vereinigten Staaten, der durch den Hintergrund des Kalten Krieges, den sprunghaften wissenschaftlichen Fortschritt nach Ende des Zweiten Weltkriegs und einer veränderten, verstärkt der Jugend zugewandten, Publikumsausrichtung der Medien zugeschrieben wird. Neben einer Reihe von Filmen, die mit einer Bedrohung durch die Wissenschaft – beispielsweise in Mutationsfilmen wie Tarantula (1955) – spielten, sticht in dieser Periode des amerikanischen Films vor allem eine große Anzahl von erfolgreichen Invasionsfilmen hervor. In diesen Filmen werden die USA und die gesamte Welt von der Auslöschung durch einen technisch überlegenen, außerirdischen Aggressor bedroht. Der Tag, an dem die Erde stillstand wird von Faulstich in seiner Filmgeschichte dabei in dieser Filmgruppe besonders herausgestellt, da lediglich dieser Film die Variante offeriere, „daß die Besucher aus dem All kein Unheil bringen, sondern Frieden und die Aufforderung zur Selbsterkenntnis.“

### Regie und Darsteller
Der Tag, an dem die Erde stillstand war der erste Science-Fiction-Film von 20th Century Fox und, wie die Los Angeles Times konstatierte, der erste Science-Fiction-Film mit bekannten Darstellern. Regisseur Robert Wise erlangte mit dem Film – seinem ersten für ein großes Studio – große Bekanntheit. Gelobt worden ist die „Balance, die Wise zwischen seiner dunklen Allegorie und der Darstellung der Nebenhandlung“ gehalten habe.
Für die Rolle des Klaatu war zunächst Claude Rains im Gespräch, der aber aus Termingründen absagen musste. Produzent Darryl Zanuck sah Michael Rennie in England im Theater und engagierte ihn für die Rolle, da er glaubte, ein den amerikanischen Zuschauern unbekannter Schauspieler würde den Realismus der Darstellung eines Außerirdischen erhöhen.
Die Gegenüberstellung der von Patricia Neal und Hugh Marlowe gespielten Charaktere, die unterschiedliche Reaktionen auf den Außerirdischen zeigen, ist für „plakativ, aber wirkungsvoll“ gehalten worden. Helen Benson verkörpere „Werte, die als typisch weiblich gelten, sie ist friedliebend, verständnisvoll und weitsichtig.“ Tom Stevens falle dagegen durch „negative männliche Eigenschaften wie Ehrgeiz und Egoismus auf.“
Der hünenhafte Roboter Gort wurde von Lock Martin, einem großgewachsenen Laiendarsteller, gespielt, der danach noch einmal in einer kleinen Rolle in einem Film mitwirkte (Invasion vom Mars, 1953).
Einige damals in den USA bekannte Nachrichtensprecher wie Elmer Davis hatten Cameo-Auftritte in dem Film: sie kommentieren die Landung des Raumschiffs, um dem Film, im Zusammenspiel mit den bekannten Schauplätzen von Washington D.C., einen realistischen Anstrich zu geben.

### Spezialeffekte
Spezialeffekte wurden sparsam eingesetzt, für die Umsetzung waren Fred Sersen, L. B. Abbott und Ray Kellogg zuständig. Die Landung der fliegenden Untertasse in Washington ist eine der ersten filmischen Darstellungen eines solchen UFOs überhaupt; sie ist auch für die Entstehungszeit des Films erstaunlich realistisch umgesetzt. Das UFO war ein etwa 60 cm großes Miniaturmodell, das vor einem bewegten Matte Painting gefilmt wurde.
Es gab zwei Kostüme für Gort, eines mit dem Reißverschluss hinten, eines mit dem Reißverschluss vorne, jeweils für Aufnahmen von vorn oder von hinten. Da Martin Patricia Neal nicht heben konnte, wurde sie beim Dreh der entsprechenden Szene zunächst mit Drähten hochgezogen und in der nächsten Einstellung durch eine leichte Puppe ersetzt. Der „Strahlenblick“ des Roboters war eine einfache Lichtquelle, die hinter den Augenschlitzen angebracht war.

### Filmmusik
Besondere Aufmerksamkeit fand die Filmmusik von Bernard Herrmann, der eine ungewöhnliche Instrumentation (ausschließlich Blechbläser, zwei Harfen, zwei Klaviere, drei Vibraphone und drei elektrische Orgeln sowie drei elektrisch verstärkte Solostreicher und zwei Theremins) einsetzte, um einen futuristischen Effekt zu erzielen. Es war zwar nicht, wie manchmal behauptet wird, die erste Verwendung des Theremins für einen Film – schon in Hitchcocks Ich kämpfe um dich ist eines zu hören – aber der Einsatz des Theremins in Science-Fiction-Filmen wurde nach Der Tag, an dem die Erde stillstand so populär, dass es auch in der Filmmusik der SF-Hommage/-Parodie Mars Attacks! Verwendung fand. Für Wise verstärkte die Musik „das Gefühl für die Präsenz einer außerirdischen Lebensform“ und hatte nach seiner Meinung „einen größeren Anteil an der Gesamtwirkung des Films als normalerweise“.

### Drehbuch
Das Drehbuch übernahm von der Vorlage Abschied vom Herrn (Farewell to the Master) nur das Grundthema. Die Botschaft des Films, die Nebenhandlung des sich unter die Menschen begebenden Klaatu und die mögliche christliche Symbolik fehlen in der Kurzgeschichte. Aus Kostengründen wurden keine Szenen konzipiert, die im Weltall spielten. Vorlagen-Autor Harry Bates erhielt zudem lediglich 500 USD für die Filmrechte.
Die Geschichte selbst ist aufgrund einiger Parallelen als Analogie zur biblischen Geschichte von Jesus Christus gedeutet worden: Klaatu kommt mit einer Botschaft des Friedens, wird aber verfolgt und getötet. Er ersteht wieder auf, verkündet den Menschen seine Botschaft und verschwindet dann in den „Himmel“. Als Indiz für diese Deutung gilt auch der Name, den sich Klaatu zulegt: „Carpenter“ ist das englische Wort für „Zimmermann“, der angenommene Beruf Jesu von Nazaret. Es ist auch möglich, dass die Änderung des Roboternamens von „Gnut“ in „Gort“, was „God“ (Gott) ähnlicher klingt, vom Drehbuchautor in diesem Sinne beabsichtigt war. Gort stünde dann als Analogie zu Gott, der die Menschen bestrafen wird, wenn sie es nicht schaffen, in Frieden zu leben.

Regisseur Robert Wise hat beteuert, die Parallelen zur christlichen Symbolik erst bemerkt zu haben, nachdem der Film veröffentlicht war und Kritiker darauf hinwiesen. Er bekräftigte: „Wir wollen damit nicht versuchen zu sagen, dies sei eine Version der Rückkehr Christi“. Drehbuchautor Edmund North dagegen hat zumindest zugegeben, den Namen „Carpenter“ der Analogie wegen bewusst gewählt zu haben.

Als Helen im Film Klaatu fragt, ob Gort ihn wiederbelebt habe, sagt er: „Nein, diese Macht ist dem Allmächtigen vorbehalten.“, und erklärt, dass die Wiederbelebung nur für eine gewisse Zeit anhalten wird. Dies wurde auf Wunsch des Studios eingebaut, um Proteste von christlicher Seite zu vermeiden: Die Macht über Leben und Tod liegt nach deren Vorstellung nur bei Gott selbst.

### Inszenierung und visueller Stil
Neben ästhetischen Anleihen in der Lichtdramaturgie beim Film noir sticht besonders die halbdokumentarische Inszenierung des Films heraus. Die Einbindung von bekannten Fernsehreportern in die Spielhandlung sollte die Glaubwürdigkeit des Films steigern, ein Aspekt, auf den Wise besonders bei seinen Science-Fiction-Filmen großen Wert legte. Diese, so Wise, sollten „so glaubhaft und realistisch wie möglich wirken“. Wise versuche „immer alles, um den Zuschauer dazu zu bringen, das zu glauben, was er auf der Leinwand sieht“, weil sich nur dann der Zuschauer auf die Geschichte einlasse und an ihr teilnehme.
Wise setzt, um die Bedeutung des weltumspannenden Ereignisses zu visualisieren, Fernsehmonitore als Träger der Handlungsinformation ein. Dabei setzt er die Fernsehbilder filmisch in einer, so Beier, „teilweise virtuosen inneren Montage“ um; ein Vorgriff auf die Anfang der 1950er längst noch nicht voll ausgeprägte Allmacht des Fernsehens in der weltweiten Kommunikation.

### Die Botschaft des Films
Die Botschaft des Films ist recht deutlich: der Aufruf zur Beendigung der Kriege und insbesondere zur Vernichtung der Kernwaffen. Wise erläutert hierzu: „Der ganze Zweck des Films war, dass Klaatu am Ende seine Warnung aussprechen konnte. Die Botschaft des Films ist mir sehr wichtig. In seiner Warnung vor atomarer Kriegsführung war der Film zu seiner Zeit richtungsweisend […]. Mir gefiel die Tatsache, dass es ein Science-Fiction-Film war, aber einer, der auf der Erde spielte und nicht nur wieder eine Reise zum Mond zum Thema hatte. So hatten wir die Gelegenheit, ein paar sehr wichtige Themen anzusprechen.“
Der Wissenschaftler Professor Barnhardt ist leicht als filmisches Pendant zu Albert Einstein zu erkennen, der sich in seinen letzten Jahren ebenfalls gegen Kernwaffen engagierte. Aber von vielen Rezensenten gibt es Kritik an dieser Botschaft: Die vorgeschlagene Lösung, sich freiwillig einer Rasse von übermächtigen Robotern zu versklaven, sei wenig erbaulich. Die „absolute Kontrolle durch Roboter“ erscheine „zumindest als erstaunliche und bedenkenswerte Zukunftsvision und gemahnt an das für den Kalten Krieg gültige Gleichgewicht des Schreckens.“ Klaatu behauptet im Film, die Menschen müssten auf keine Freiheit verzichten außer auf die, „unvernünftig zu handeln“. Darauf könne man allerdings fragen: Wer bestimmt, was „unvernünftig“ ist? So vereinfache der Film die komplexe Problematik von Krieg und Frieden im atomaren Zeitalter doch sehr. Regisseur Wise hat zugegeben, dass diese Probleme im Film ausgeblendet werden; die grundsätzliche Botschaft, Kriege zu beenden, sei aber weiterhin richtig und das wichtigste Element des Films, wobei dessen vereinfachende Darstellung von Lars-Olav Beier als Manko des Films gesehen wird. Der Film, „der schwer an der Last seiner Friedensbotschaft zu tragen hat“, leide „unter dem appellativen Charakter […]“.

## Die Vorlage von Harry Bates
Der Film basiert auf der Kurzgeschichte Farewell to the Master (deutsch: Abschied vom Herrn, später auch Der Tag, an dem die Erde stillstand) von Harry Bates, die zuerst in der Oktoberausgabe 1940 des Magazins Astounding Science Fiction – in derselben Ausgabe erschien auch Slan von A. E. van Vogt – veröffentlicht wurde. Die Filmrechte hatte das Studio für 1.000 US-Dollar vom Verleger erworben, der Bates nicht gefragt hatte. Bates erhielt schließlich nur 500 US-Dollar.
Die Geschichte wird aus Sicht des Reporters Cliff Sutherland erzählt: Etwa drei Monate vor Beginn der Handlung erschien ein Raum-Zeit-Schiff; der menschenähnliche Klaatu und der Roboter Gnut entstiegen ihm. Kaum hatte Klaatu sich und Gnut vorgestellt, erschoss ein Wahnsinniger Klaatu. Gnut stellte daraufhin jede Tätigkeit ein, hat sich seither offenbar nicht mehr bewegt. Um mögliche weitere Insassen des Schiffes oder spätere Reisende aus der Zivilisation Klaatus vom Bedauern der Menschheit über den Anschlag zu überzeugen, setzte die Menschheit Klaatu in einem eigens errichteten Mausoleum bei. Gnut und das Schiff ließ man, wo sie waren, und umbaute sie mit einem zusätzlichen Flügel der Smithsonian Institution. Dort stellt Cliff nun durch Vergleich seiner Fotos fest, dass der Roboter sich von einem Tag auf den anderen doch bewegt, obwohl zusätzlich irdische Wissenschaftler alles getan hatten, den Roboter lahmzulegen. Er findet heraus, dass der Roboter nachts herumstreift und seltsame Versuche durchzuführen scheint. Schließlich bricht Gnut aus dem Museum aus, nimmt den Reporter als Schild gegen den Beschuss der Armee und holt aus dem Mausoleum die dort hinterlegten Bild- und Tonaufzeichnungen von der Ankunft und Ermordung Klaatus. Damit begibt er sich in das Schiff. Der Reporter folgt ihm eigenmächtig und erlebt, wie der Roboter einen Doppelgänger Klaatus zu kurzem Leben erwecken kann. Die wenigen Sätze, die Cliff während der Lebensspanne des Doppelgängers mit diesem wechseln kann, sind jedoch sehr aufschlussreich, und auch Cliff gibt einen wertvollen Denkanstoß. Beim Abschied, ehe das Schiff zu seiner Herkunft zurückkehrt, klärt Gnut den Reporter über ein Missverständnis auf, das Cliff – und dem Leser – die Sprache verschlägt. Sutherland bittet den Roboter, bei seiner Rückkehr seinen Herrschern klarzumachen, dass Klaatus Tod ein Unfall war. Gnut sagt, er verstehe dies. Als Sutherland daraufhin nachhakt, ob er dies aber auch seinem Herrscher sagen wird, antwortet Gnut: „Sie verstehen nicht, ich bin der Herrscher.“
Kurzgeschichte und Film weisen so viele Unterschiede auf, dass von einer Verfilmung im eigentlichen Sinn keine Rede sein kann. Zwar bestehen Verbindungen; Gestalten, Handlung und vor allem die Grundaussage sind jedoch im Film stark geändert. So spielt etwa die Erzählung in der Zukunft, der Roboter heißt Gnut und ist nicht von maschinenartiger Gestalt, sondern gleicht einer metallenen Statue eines nur mit einem Lendenschurz bekleideten Menschen; es gibt keinerlei Bezug zur atomaren Bedrohung oder Kriegsneigung, Klaatu mischt sich nicht unter die Menschen, und dergleichen mehr. Auch die überraschende Schlusswendung der Kurzgeschichte wird im Film nur angedeutet.

## Erstaufführungen und Umsatz
Premiere des Films war am 18. November 1951 in New York City. In der Bundesrepublik Deutschland kam der Film am 2. Mai 1952, in Österreich im Mai 1953 in die Kinos. Zum ersten Mal im deutschen Fernsehen ausgestrahlt wurde er am 24. April 1971 in der ARD.
Bei einem Budget von 1,2 Millionen Dollar spielte er in den USA 1,85 Millionen Dollar ein. Der Film wird als einer der ersten, wirklich kommerziell erfolgreichen Science-Fiction-Filme betrachtet.

## Filmplakat
Verschiedene Filmplakate zeigen den Roboter Gort, der Patricia Neals Charakter trägt und dabei eine Art Laserstrahl abfeuert. Verglichen mit dem Film ist Gort viel zu groß dargestellt, zudem ist Neal im Film nie so freizügig gekleidet. Sogar ihre Haarfarbe wurde für einige Plakate in blond geändert. All dies soll offensichtlich der Werbung dienen.
Der Roboter, der eine hilflose Frau trägt, wurde ebenfalls ein beliebtes Motiv in Science-Fiction-Filmen. Auch das Filmplakat zu Alarm im Weltall zeigt etwa ein solches Bild. Im Gegensatz zu jenem Film kommt aber hier wenigstens eine entsprechende Szene vor, auch wenn Gort die Frau eher friedlich ins Schiff trägt.
Weitere Plakatmotive, die allerdings im Film überhaupt nicht vorkommen, sind die Erde im Griff einer überdimensionalen Hand und die Zerstörung des Kapitols.
Die Tagline des Films lautete: From out of space … a warning and an ultimatum! („Aus dem Weltall … eine Warnung und ein Ultimatum!“).

## Medien
Eine VHS-Kaufkassette mit dem Film war in Deutschland 1994 erhältlich.
Die ursprünglich in Deutschland vertriebene DVD (EAN 4010232010490) bietet als Extra einen Audiokommentar von Robert Wise zusammen mit Nicholas Meyer, den Kinotrailer und einen Vergleich des Filmmaterials vor und nach der Restaurierung. Hinzu kommt ein US-amerikanischer Wochenschau-Bericht (Movietone News) zur Premiere 1951, der Reportagen über die tatsächlichen Spannungen im Kalten Krieg enthält. Vor diesem Hintergrund wirkt es erstaunlich, dass ein Film mit dieser Botschaft überhaupt vom großen Studio 20th Century Fox produziert wurde. Tatsächlich gab es aber nur Probleme mit der US-Armee, die sich nach Durchsicht des Drehbuchs weigerte, Material zur Verfügung zu stellen. Ursache dafür dürfte die deutlich negative Darstellung des Militärs im Film sein, die in Klaatu und Gort reaktionär nur eine Bedrohung sieht und dementsprechend behandelt. Über gute Kontakte des Studios erhielten die Macher schließlich Geräte und Statisten von der Nationalgarde.
Der Film heißt tatsächlich Der Tag, an dem die Erde stillstand, nicht: still stand, wie es durch die Schriftart auf dem DVD-Cover aussieht.
Seit dem 31. Oktober 2005 bietet 20th Century Fox eine neue Ausgabe des Films an (EAN 4010232032195). Diese besteht nun aus zwei DVDs. Abgesehen von dem Wochenschau-Bericht sind alle Extras der alten Auflage enthalten und zusätzlich vor allem ein 80-minütiges Making-of. Der deutsche Ton liegt weiterhin in Mono vor. Statt wie bisher in Stereo, ist der englische Ton nun im originalen Mono-Format, sowie einem neuen Upmix im Dolby Digital 5.1 Format verfügbar. Das Bild liegt weiterhin in der restaurierten Vollbild-Fassung vor.
Das DVD-Cover der Neuauflage zeigt nun die Worte still stand auseinander und untereinander geschrieben. Die Seitenansicht offenbart jedoch wieder die korrekte Form stillstand – diesmal auch nicht durch eine ungünstige Schriftart verfälscht. Weiterhin findet man nun auf dem DVD-Cover die deutsche Variante Eine Warnung und ein Ultimatum aus dem All der originalen Tagline.

## Wirkung
Einige Werke der populären Kultur – auch außerhalb der Science-Fiction – beziehen sich auf Der Tag, an dem die Erde stillstand.
So zeigt das Schallplattencover von Ringo Starrs Album Goodnight Vienna eine nachgestellte Szene des Filmes mit Starr an Stelle Klaatus. Die kanadische Progressive-Rock-Band Klaatu wählte ihren Namen nach der Hauptfigur des Filmes und bezog sich mit dem Liedtitel Calling Occupants of Interplanetary Craft – als Coverversion ein internationaler Hit für die Carpenters – ebenfalls direkt auf den Film. Eine Anspielung auf den Film und seinen Hauptdarsteller ist auch im Eröffnungslied Science Fiction/Double Feature der Rocky Horror Picture Show zu finden: Michael Rennie was ill the Day the Earth Stood Still / But he told us where we stand. Zitate des Filmes fanden auch als Sample ihren Weg in verschiedene Musikstücke.
Der Satz „Klaatu barada nikto“, mit dem die Erde vor der sofortigen Zerstörung gerettet wird, entwickelte sich zu einer oft zitierten Phrase in der Filmgeschichte. Der Satz kommt etwa in den Science-Fiction-Filmen Tron und Unheimliche Begegnung der dritten Art vor und fällt ebenso in den Filmen Small Soldiers und Shadows in the Sun. In der Horrorkomödie Armee der Finsternis und der 1-Live-Comedyserie Sataan erhält der Satz eine besonders prominente Bedeutung als aufgesagte Zauberformel.
In Die Rückkehr der Jedi-Ritter, dem dritten Teil der ursprünglichen Krieg-der-Sterne-Saga, verlieh George Lucas drei Palastwachen Jabba the Hutts, die auch auf der Reise zum Sarlacc mit dabei sind, jeweils die Namen Klaatu, Barada und Nikto.
Der englische Originaltitel des Filmes (The Day the Earth Stood Still) wurde in abgeänderter Form als Titel von Film- und Fernsehproduktionen benutzt. So trägt eine Folge aus der dritten Staffel der Serie Futurama den Titel The Day the Earth Stood Stupid. Die Anspielung wird auch im deutschen Titel Der Tag, an dem die Erde verdummte beibehalten. Weitere Serien, die Titel von Folgen an den Originaltitel des Films anlehnen, sind etwa Neon Genesis Evangelion (The Day Tokyo-3 Stood Still) und Johnny Bravo (The Day The Earth Didn't Move Around Very Much). Außerdem bezog sich die Adaption des Films Mars Attacks! von Regisseur Tim Burton auf diesen Film. In dem Psychothriller One Hour Photo mit Schauspieler Robin Williams von 2002 läuft der Science-Fiction-Klassiker auf dem heimischen Fernsehgerät des psychotischen Protagonisten Sy Parrish.

## Auszeichnungen
Der Film wurde 1952 bei den Golden Globes als bester die Völkerverständigung fördernder Film ausgezeichnet und für die beste Filmmusik (Bernard Herrmann) nominiert. Der Tag, an dem die Erde stillstand wurde außerdem 1995 in das National Film Registry der USA aufgenommen, die Kopien erhaltenswerter Filme in der Library of Congress aufbewahrt.

## Neuverfilmung
Ende 2008 erschien mit Der Tag, an dem die Erde stillstand mit Keanu Reeves in der Hauptrolle eine Neuverfilmung, die jedoch nur bedingt mit der Version von 1951 vergleichbar ist, sowohl von der Grundhandlung her betrachtet als auch vom Einsatz der Visuellen Effekte. Die Regie übernahm Scott Derrickson.
2011 veröffentlichte dtp entertainment den Film Der Tag an dem die Erde stillstand 2 – Angriff der Roboter als Fortsetzung der Neuverfilmung.